# Montañas Saltoro
Las montañas Saltoro son una sierra de la gran cordillera del Karakórum. Se encuentran situadas en el norte del Karakórum, en la vertiente suroeste del glaciar de Siachen, uno de los dos glaciares más largos fuera de las regiones polares. El nombre de las montañas procede del vecino valle Saltoro que se encuentra al oeste de esta cordillera, en el Pakistán.
Las montañas Saltoro forman parte del Karakórum Menor, en el vertiente sur y oeste de los grandes glaciares del Karakórum -Siachen, Baltoro, Biafo y glaciar de Hispar de este a oeste- mientras la cordillera principal del Karakórum se encuentra en el norte y el este de estos glaciares. Las sierras de la gran cordillera son llamadas Muztagh y los macizos del Karakórum Menor son denominados Montañas, Cordilleras o Grupos.
Están reivindicadas como parte del estado de Jammu y Cachemira por la India y como parte de Gilgit-Baltistán por Pakistán. Entre 1984 y 1987, India asumió el control militar de las principales cumbres y gargantas de montaña de la cordillera, mientras las fuerzas paquistaníes controlaban los vecinos valles glaciales, al oeste. Esto hace que la zona sea muy poco visitada por escaladores, puesto que el conflicto de Siachen continúa vigente.
Por el vertiente suroeste, las montañas Saltoro se precipitan abruptamente hacia los valles de los ríos Kondus y Dansam, que se unen para formar el río Saltoro, un afluente del río Shyokr. Este, a la vez, es afluente del Indo. Hacia el noroeste el glaciar de Kondus separa esta cordillera de las vecinas montañas Masherbrum, mientras hacia el sudeste el río Gyong, el glaciar del mismo nombre y el Gyong La, les separan de las "montañas Kailas" -que no hay que confundir con la cumbre sagrada tibetana Kailash.

## Principales cumbres
La siguiente tabla incluye las principales cumbres de las montañas Saltoro, todas ellas con más de 7200 m s. n. m. y 500 metros de prominencia.
| Montaña        | Altura (metros) | Coordenadas                                | Prominencia (metros) | Montaña madre  | Primera ascensión | Ascensiones (intentos) |
| -------------- | --------------- | ------------------------------------------ | -------------------- | -------------- | ----------------- | ---------------------- |
| Saltoro Kangri | 7.742           | 35°23′57″N 76°50′51″E / 35.39917, 76.84750 | 2.160                | Gasherbrum I   | 1962              | 2 (1)                  |
| K12            | 7.428           | 35°17′42″N 77°01′18″E / 35.29500, 77.02167 | 1.978                | Saltoro Kangri | 1974              | 4 (2)                  |
| Ghent Kangri   | 7.401           | 35°31′03″N 76°48′01″E / 35.51750, 76.80028 | 1.493                | Saltoro Kangri | 1961              | 4 (0)                  |
| Sherpi Kangri  | 7.380           | 35°27′58″N 76°46′53″E / 35.46611, 76.78139 | 900                  | Ghent Kangri   | 1976              | 1 (1)                  |

Otras cumbres a destacar son:
- Gyong Kangri. 6.727 metros